# Démocratie prolétarienne
Démocratie prolétarienne (en italien : Democrazia Proletaria, abrégé en DP ; parfois traduit en français en Démocratie prolétaire) est une formation politique italienne d'extrême gauche qui a existé entre 1975 et 1991.

## Histoire
Démocratie prolétarienne a d'abord été une coalition électorale, réunissant le Parti d'unité prolétarienne pour le communisme et divers autres partis d'extrême gauche, Avanguardia Operaia, le Movimento Lavoratori per il Socialismo, ainsi que plusieurs autres groupes de moindre importance, notamment trotskistes. La coalition, rejointe en 1976 par Lotta continua, a pour ambition de représenter, lors des élections générales de 1976, la part de l'échiquier politique située à gauche du Parti communiste italien. Lors du scrutin, la coalition obtient 1,5 % des suffrages nationaux. Le scrutin proportionnel permet à Démocratie prolétarienne de faire élire six députés ; ce résultat décevant entraîne une crise au sein de l'extrême gauche italienne — Lotta continua s'auto-dissout la même année —, dont de nombreux militants, jugeant la voie électorale sans espoir, sont d'autant plus tentés par le passage à la violence, alors que l'Italie traverse la période des années de plomb.
À partir de 1977, la coalition est parcourue de divisions opposant notamment le Parti d'unité prolétarienne pour le communisme (PdUP) et l'Avanguardia operaia. En avril 1978, l'aile gauche du PdUP, dirigée par Vittorio Foa, scissionne et s'allie avec la majorité d'Avanguardia Operaia pour fusionner au sein de Démocratie prolétarienne, qui devient alors un parti politique. Le PdUP continue d'exister de son côté et absorbe le reste d'Avanguardia Operaia.
En 1979, le parti obtient un député européen, en la personne de Mario Capanna, ancien leader de la contestation étudiante d'extrême gauche. DP conserve un siège au parlement européen en 1984 et 1989. Lors des élections générales de 1979, Démocratie prolétarienne se présente, avec un ensemble de représentants de l'extrême gauche dont des anciens de Lotta continua, sous l'étiquette Nouvelle Gauche unie (Nuova Sinistra Unita) : alors que le Parti d'unité prolétarienne pour le communisme, qui s'est présenté séparément, obtient six députés, Nouvelle Gauche unie n'obtient que 0,8 % des voix et aucun siège à la chambre. Lors des élections générales de 1983, Démocratie prolétarienne parvient à obtenir 1,47 % des voix, et sept députés. Aux élections de 1987, il obtient huit députés et un sénateur. 
Démocratie prolétarienne se veut le porte-parole, non seulement des revendications de la classe ouvrière italienne, mais également de divers courants d'opinion présents notamment au sein de la jeunesse, comme le féminisme, l'écologisme et le pacifisme. Durant toutes les années 1980, DP demeure un point de ralliement pour certaines sensibilités de la gauche et de l'extrême gauche italiennes, qui ne se reconnaissent pas dans le PCI.
En 1987, le leader de l'aile « écolo-pacifiste » du parti, Mario Capanna, est remplacé à la tête de DP par l'un des principaux chefs de l'aile « ouvriériste », Giovanni Russo Spena. La tendance de Capanna, qui souhaite privilégier la création d'un « pôle rouge-vert », scissionne en 1989 et crée une nouvelle formation écologiste, Verdi Arcobaleno, qui rejoint ensuite la Fédération des Verts. Démocratie prolétarienne s'autodissout en 1991 pour former, avec d'anciens cadres du Parti communiste italien et d'autres organisations, le Parti de la refondation communiste.

## Résultats électoraux

### Élections générales
| Année | Chambre des députés | Chambre des députés | Sénat | Sénat   | Rang | Gouvernement |
| Année | %                   | Mandats             | %     | Mandats | Rang | Gouvernement |
| ----- | ------------------- | ------------------- | ----- | ------- | ---- | ------------ |
| 1983  | 1,47                | 7 / 630             | 1,05  | 7 / 315 | 10e  | Opposition   |
| 1987  | 1,66                | 8 / 630             | 1,52  | 1 / 315 | 10e  | Opposition   |

### Parlement européen
| Année | %   | Sièges | Rang | Groupe    |
| ----- | --- | ------ | ---- | --------- |
| 1979  | 0,7 | 1 / 81 | 10e  | CDI       |
| 1984  | 1,4 | 1 / 81 | 8e   | ARC       |
| 1989  | 1,3 | 1 / 81 | 5e   | Les Verts |